# Erik Sandbergs gata

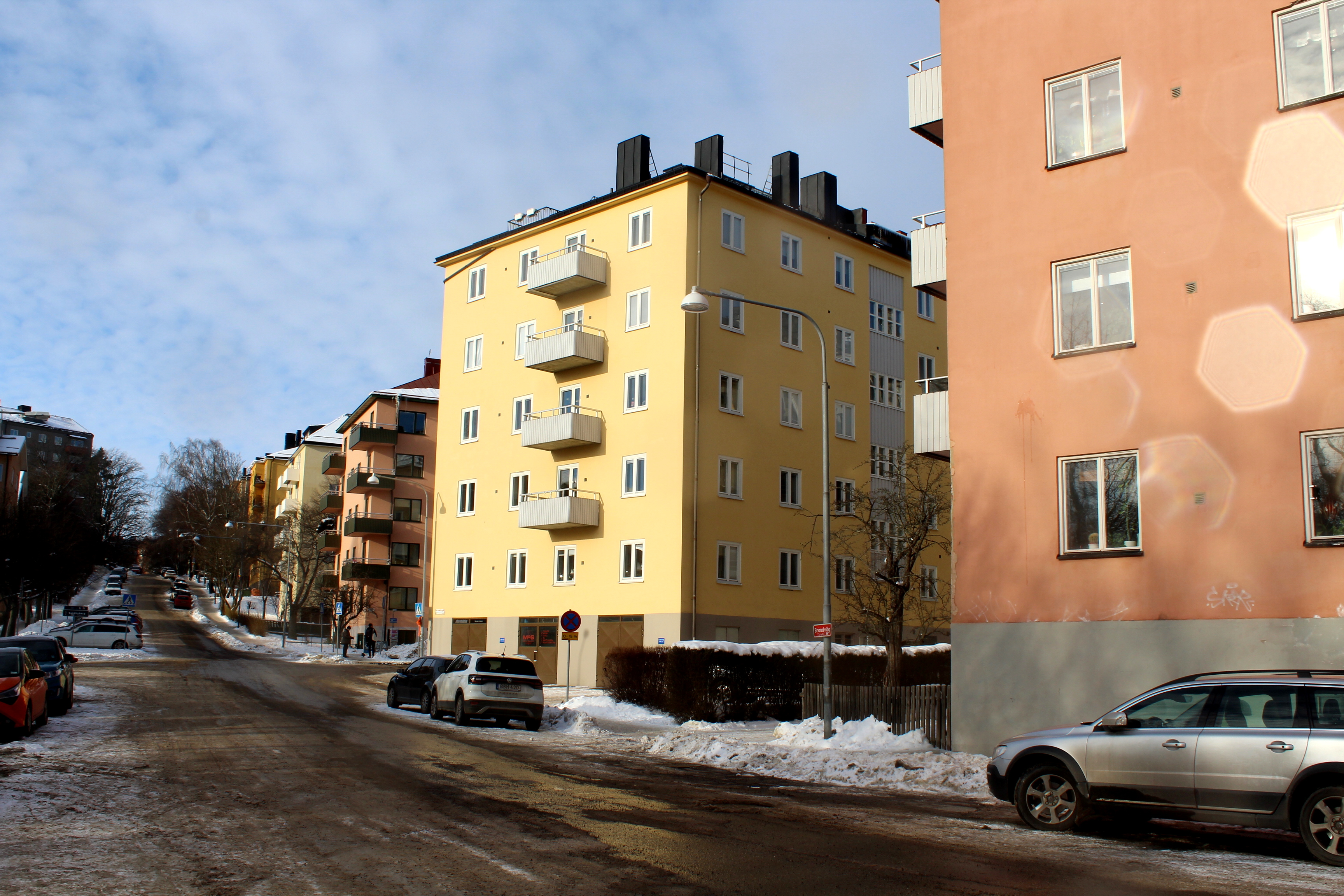
Erik Sandbergs gata, februari 2021.

Erik Sandbergs gata är en kommunal stadsgata i Solna kommun. Gatan fungerar delvis som parallellgata till Råsundavägen.

## Bakgrund och historia
Erik Sandbergs gata var ursprungligen en planerad svängd och bruten lokalgata mellan 12 och 18 m bred, kallad Rönnvägen och Solgatan, vilka 1934 ändrades till att bli en svagt kurvad 30 m bred huvudstadsgata, avsedd att utgöra en parallellgata till Stockholmsvägen, infartsled av första ordningen till Stockholms stad. Erik Sandbergs gata var av staten, Stockholms län och Råsunda municipalsamhälle avsedd att inrymma den föreslagna dubbelspåriga snabbspårvägstrafikleden av lokaltågstyp, som omnämns som statens förortsbanekommissions huvudförslag i bl.a. SOU 1923:21. 
Erik Sandbergs gata planerades med utrymme för två järnvägsstationer i centrala Råsunda och förlades huvudsakligen parallellt till Råsundabanan/Sundbybergsbanan. Efter att staten och Stockholms län beslutat att inte bygga fler snabbspårvägsleder och istället satsa på tunnelbane- och busslinjer omplanerades och förlängdes Erik Sandbergs gata, först fram mot Råsundabolagets huvuddepå i nuvarande kvarteret Hallen, för att sedan successivt ombildas till att bli en kommunal stadsgata med 18 m bredd, genom att snabbspårvägstrafikeldens tillopp och zonexpropriationsutrymmen successivt byggdes igen eller planerades om till 18 m bredd liksom att Erik Sandbergs gatas utlopp stängdes av för trafik genom detaljplanerna. 
År 1956 återkom Erik Sandbergs gata tillfälligt i den regionala planeringen, där en av de tidigare planerade järnvägsstationerna föreslogs bli platsen för en tunnelbaneuppgång till en kombinerad tunnelbanestation för de då två föreslagna blå linjerna, under trafikplats stråket. Utfallet av regionalplaneringsprocessen innebar att endast en av de blå linjerna förlades till Råsunda och att Råsunda endast fick en tunnelbanestation, vid näckrosen, nära den andra järnvägsstationen som lokalt planerats i Råsunda 1934, liksom att ännu en tunnelbanestation lades i gränsen till Råsunda, i det som nu är Solna centrum, i skärningspunkten mellan de tre stadsdelarna Råsunda, Huvudsta och Hagalund.
Erik Sandbergs gata är uppkallad efter kapten Erik Sandberg, som var verkställande direktör för Råsundabolaget 1911-1931 och dessutom var ledamot eller ordförande i alla betydelsefulla politiska organ i Råsunda municipalsamhälle mellan 1911 och 1933.